# Simone Edera
Simone Edera (Turín, Piamonte, Italia, 9 de enero de 1997) es un futbolista italiano que juega de extremo en el S. P. A. L. de la Serie C italiana.

## Trayectoria
Nacido en Turín, fue reclutado por Silvano Benedetti a los 8 años para jugar en las inferiores del Torino. Fue promovido al equipo Primavera del club, dirigido por Moreno Longo, para la temporada 2014-15, año en que el club ganó el Torneo Primavera. Edera anotó el penal decisivo en la final ante la Lazio.
Debutó en la Serie A el 20 de abril de 2016 en el Estadio Olímpico contra la Roma, cuando entró en el minuto 95 por Alessandro Gazzi, encuentro que el Torino perdió por 3-2.
Fue enviado a préstamo al Venezia el 10 de agosto, donde jugó seis encuentros, y ese mismo año en enero fue enviado a préstamo al Parma. Con el Ducali, logró el ascenso a la Serie B al ganar los play offs de la Lega Pro 2016-17.
Regresó al Torino en la temporada 2017-18, y anotó su primer gol para el club el 11 de diciembre de 2017, en la victoria por 1-3 de visita sobre la Lazio en la Serie A. El 25 de junio renovó su contrato con el club hasta 2023.
El 31 de enero de 2019 fue enviado a préstamo al Bologna hasta el término de la temporada.

## Selección nacional
Ha sido internacional a nivel juvenil con la selección de Italia. 
El 22 de marzo de 2018 debutó con la selección de Italia sub-21 en un encuentro amistoso contra Noruega.

## Estadísticas

### Clubes
Actualizado al último partido disputado el 21 de abril de 2024.
| Club                        | Div.          | Temporada     | Liga  | Liga  | Copas nacionales(1) | Copas nacionales(1) | Copas internacionales | Copas internacionales | Total | Total |
| Club                        | Div.          | Temporada     | Part. | Goles | Part.               | Goles               | Part.                 | Goles                 | Part. | Goles |
| --------------------------- | ------------- | ------------- | ----- | ----- | ------------------- | ------------------- | --------------------- | --------------------- | ----- | ----- |
| Torino F. C. · Italia       | 1.ª           | 2015-16       | 2     | 0     | 0                   | 0                   | ―                     | ―                     | 2     | 0     |
| Venezia F. C. · Italia      | 3.ª           | 2016-17       | 6     | 0     | 2[cita requerida]   | 0                   | ―                     | ―                     | 8     | 0     |
| Venezia F. C. · Italia      | Total club    | Total club    | 6     | 0     | 2                   | 0                   | 0                     | 0                     | 8     | 0     |
| Parma Calcio 1913 · Italia  | 3.ª           | 2016-17       | 8     | 1     | ―                   | ―                   | ―                     | ―                     | 8     | 1     |
| Parma Calcio 1913 · Italia  | Total club    | Total club    | 8     | 1     | 0                   | 0                   | 0                     | 0                     | 8     | 1     |
| Torino F. C. · Italia       | 1.ª           | 2017-18       | 14    | 1     | 3                   | 1                   | ―                     | ―                     | 17    | 2     |
| Torino F. C. · Italia       | 1.ª           | 2018-19       | 3     | 0     | 1                   | 1                   | ―                     | ―                     | 4     | 1     |
| Bologna F. C. 1909 · Italia | 1.ª           | 2018-19       | 4     | 0     | ―                   | ―                   | ―                     | ―                     | 4     | 0     |
| Bologna F. C. 1909 · Italia | Total club    | Total club    | 4     | 0     | 0                   | 0                   | 0                     | 0                     | 4     | 0     |
| Torino F. C. · Italia       | 1.ª           | 2019-20       | 13    | 1     | 0                   | 0                   | ―                     | ―                     | 13    | 1     |
| Torino F. C. · Italia       | 1.ª           | 2020-21       | 2     | 0     | 2                   | 0                   | ―                     | ―                     | 4     | 0     |
| Reggina 1914 · Italia       | 2.ª           | 2020-21       | 16    | 2     | ―                   | ―                   | ―                     | ―                     | 16    | 2     |
| Reggina 1914 · Italia       | Total club    | Total club    | 16    | 2     | 0                   | 0                   | 0                     | 0                     | 16    | 2     |
| Torino F. C. · Italia       | 1.ª           | 2021-22       | 0     | 0     | 0                   | 0                   | ―                     | ―                     | 0     | 0     |
| Torino F. C. · Italia       | 1.ª           | 2022-23       | 0     | 0     | 0                   | 0                   | ―                     | ―                     | 0     | 0     |
| Torino F. C. · Italia       | Total club    | Total club    | 34    | 2     | 6                   | 2                   | 0                     | 0                     | 40    | 4     |
| Pordenone Calcio · Italia   | 3.ª           | 2022-23       | 11    | 1     | ―                   | ―                   | ―                     | ―                     | 11    | 1     |
| Pordenone Calcio · Italia   | Total club    | Total club    | 11    | 1     | 0                   | 0                   | 0                     | 0                     | 11    | 1     |
| S. P. A. L. · Italia        | 3.ª           | 2023-24       | 13    | 0     | ―                   | ―                   | ―                     | ―                     | 13    | 0     |
| S. P. A. L. · Italia        | Total club    | Total club    | 13    | 0     | 0                   | 0                   | 0                     | 0                     | 13    | 0     |
| Total carrera               | Total carrera | Total carrera | 92    | 6     | 8                   | 2                   | 0                     | 0                     | 100   | 8     |

## Palmarés

### Títulos juveniles
| Título               | Club                   | País   | Año     |
| -------------------- | ---------------------- | ------ | ------- |
| Torneo Primavera     | Torino F. C. Primavera | Italia | 2014-15 |
| Supercoppa Primavera | Torino F. C. Primavera | Italia | 2015    |